# Перуштица
Перуштица (болг. Перущица) — город в Болгарии. Находится в Пловдивской области, входит в общину Перуштица. Население составляет 5000 человек (2022).

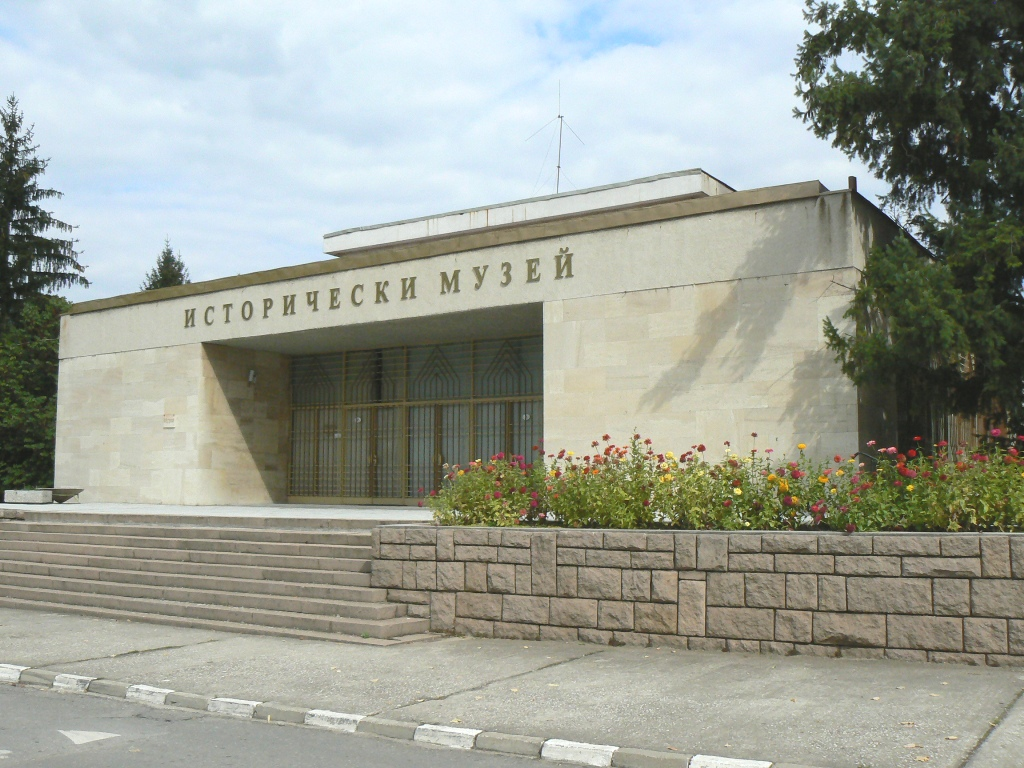

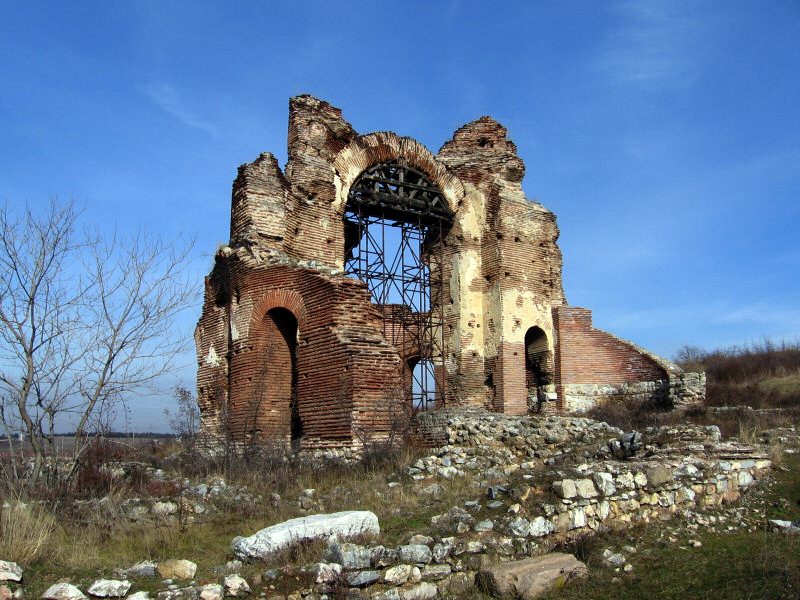
Красная церковь, VI век

## Политическая ситуация
Кмет (мэр) общины Перуштица — Никола Костадинов Янкулов (БДСР) по результатам выборов в правление общины.